# Street Fighter X Tekken
Street Fighter X Tekken (ストリートファイター X 鉄拳 Sutorīto Faitā Kurosu Tekken?, pronunciado Street Fighter Cross Tekken) es un crossover de lucha desarrollado por Capcom. El juego fue anunciado en la Convención Internacional del Cómic de San Diego de 2010 por el productor Yoshinori Ono de Capcom. El juego fue lanzado para PlayStation 3 y Xbox 360 el 6 de marzo de 2012 en Norteamérica, y el 9 de marzo de 2012 en Europa. El juego presenta personajes de las series de Street Fighter y Tekken, ambas franquicias pertenecientes a Capcom y Namco respectivamente. Dado que el juego ha sido producido por Capcom, con Namco en términos de licencia del reparto de Tekken, la jugabilidad se basa en el estilo 2D de Street Fighter al contrario que Tekken, e incluye técnicas de proyectil como el Hadouken. Namco produce actualmente su propia versión del crossover, Tekken X Street Fighter, que basará su jugabilidad en el estilo 3D de lucha. 
La versión para PC fue lanzada el 11 de mayo de 2012 en Norteamérica y el 14 de mayo de 2012 en Europa, pero irónicamente un grupo de hackers sacó el 3 de mayo (8 días antes del lanzamiento) la versión pirata del mismo. La versión para PlayStation Vita se puso a la venta el 26 de octubre de 2012 con personajes adicionales (que podían desbloquearse en el resto de consolas, previo pago). También existen versiones para los dispositivos móviles IOS, Ipod Touch y Ipad (incluyendo las versiones más recientes). En esta versión se incluyen nuevos modos de juego y mecánicas para los equipos.

## Modos de Juego

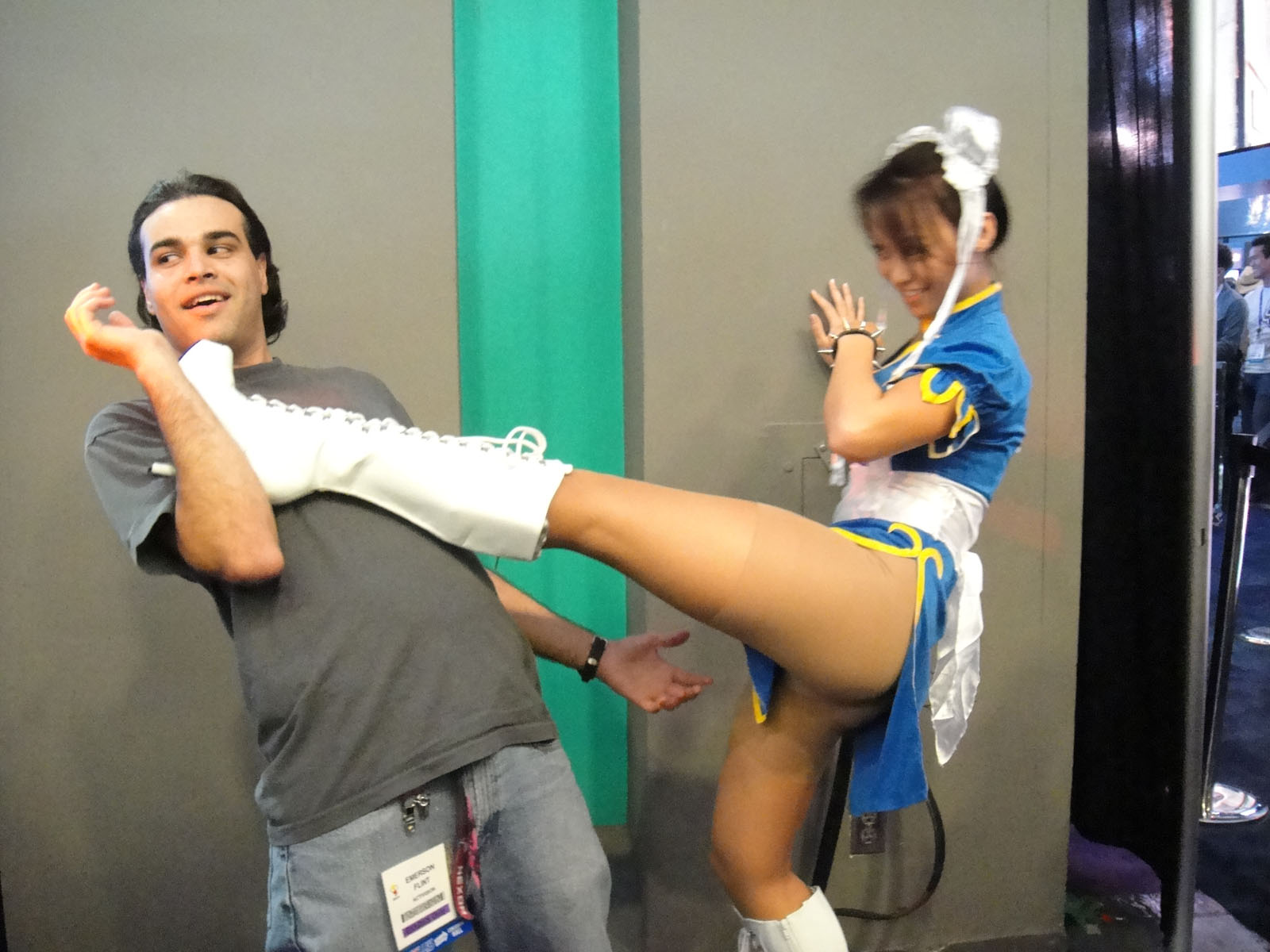
Cosplay promocional de Chun-Li en el stand de Capcom en E3 2011.

El juego cuenta con distintos modos de lucha y solo uno se centra más en la verdadera historia del juego (Pandora).

### Pandora
La historia de Street Fighter X Tekken comienza con un meteoro que cae en el Polo Sur. El meteoro contiene un objeto extraño con forma de caja llamado "Pandora", el cual reacciona a los sentimientos bélicos, siendo especialmente sensible a los luchadores. Esta caja llama la atención de ambos bandos, y distintos grupos y organizaciones tratarán conseguir la caja por muy diversas razones.
Cuando el indicador de salud esté por debajo del 25% se activará a Pandora. Al hacerlo, la fuerza del compañero crecerá de manera exponencial. Para activar la técnica, es necesario el poder del personaje que invoca a Pandora. Al sacrificar su salud a Pandora, su compañero podrá adoptar el modo Pandora. Pandora es un sistema con límite de tiempo. En modo Pandora, la barra de Super se llenará al máximo y podrás usar los movimientos EX y las supertécnicas de manera indefinida. Sin embargo, si no consigues derrotar a tu rival dentro del límite de tiempo, serás derrotado de manera automática.

### Combate por parejas (Scramble Mode)
En el modo Combate por parejas, los 4 personajes aparecen en el escenario a la vez. También puedes jugar a este modo en línea.

### Sala de preparación
En la sala de preparación, se puede entrenar y luchar junto con otro jugador en línea. También puedes crear una sesión de entrenamiento J1 vs. J2 o J1/J2 vs. CPU. Es posible enviar una solicitud de combate mientras se entrenas para unirse a una partida.

### Cross Rush
Cross Rush es una técnica exclusiva de Street Fighter X Tekken. Cualquiera que sea el personaje que se use o el equipo que se haya creado, si pulsa ataques débiles, medios, fuertes y fuertes, en este orden, se ejecuta un poderoso combo que además pasará el turno al compañero una vez completado.

### Cross Assault
Street Fighter X Tekken nos muestra otras mecánicas que encima del ring funcionan de manera más que correcta, ya que le dan mucho ritmo y variedad a los combates. Uno de ellos es el Cross Assault, un movimiento mediante el cual podremos atacar con los dos personajes a la vez durante un tiempo limitado. Esto, naturalmente, cuando estemos jugando solos ya que si nuestro equipo lo componen dos jugadores podremos entrar a la vez para generar el caos encima del ring con hasta cuatro luchadores en un espacio bidimensional limitado. El Cross Assault está basado en la técnica Variable Cross de Marvel vs. Capcom 1.

### Sistema de Gemas
El sistema de gemas es uno de los elementos nuevos de este juego. Antes de empezar, en el modo edición, escogemos una serie de gemas para nuestros luchadores. Cuando vamos a combatir, entre las combinaciones predefinidas elegimos con cuál lucharemos. Estas son de dos tipos: Assist Gems y Boost Gems. Las primeras son pequeñas ayudas para el jugador. Por ejemplo, bloquear tres llaves automáticamente para los que no estén acostumbrados a techear, o incluso atajos de comandos. La idea es ayudar a los más inexpertos con estos atajos.
Por su parte, las Boost Gems se activan al realizar alguna acción concreta y nos potencian durante un tiempo limitado algunas habilidades. Por ejemplo, hay una gema de poder inmenso que después de hacer diez golpes normales, nuestro daño aumenta durante 15 segundos en un 20% pero nuestra velocidad se resentirá un 10%. Hay otra que nos mejora un 40% el ritmo de consumo del Cross si activamos Pandora. Hay decenas para combinar y cada una puede adaptarse a nuestra manera de jugar.

### Modo en línea
El juego también traerá la opción de jugar en línea contra otros jugadores en todos los modos disponibles en el juego.

## Personajes
A continuación se listan todos los personajes del juego, ya anunciados oficialmente. La versión de PlayStation Vita trae 12 personajes exclusivos que llegaran a las consolas de sobremesa en DLC. Además, las consolas de Sony incluirán 5 personajes exclusivos.
| Personajes de Capcom | Personajes de Capcom                 | Personajes de Bamdai Namco | Personajes de Bamdai Namco | Personajes de PlayStation | Personajes de PlayStation |
| Personaje            | Juego de origen                      | Personaje                  | Juego de origen            | Personaje                 | Juego de origen           |
| -------------------- | ------------------------------------ | -------------------------- | -------------------------- | ------------------------- | ------------------------- |
| Ryu                  | Street Fighter                       | Kazuya Mishima             | Tekken                     | Cole McGrath              | InFamous                  |
| Ken Masters          | Street Fighter                       | Nina Williams              | Tekken                     | Toro Inoue                | Doko Demo Issyo           |
| Abel                 | Street Fighter IV                    | King II                    | Tekken 3                   | Kuro                      | Doko Demo Issyo           |
| William Guile        | Street Fighter II: The World Warrior | Craig Marduk               | Tekken 4                   |                           |                           |
| Sagat                | Street Fighter                       | Bob                        | Tekken 6                   |                           |                           |
| Chun-Li              | Street Fighter II: The World Warrior | Julia Chang                | Tekken 3                   |                           |                           |
| Cammy White          | Super Street Fighter II              | Hwoarang                   | Tekken 3                   |                           |                           |
| Dhalsim              | Street Fighter II: The World Warrior | Steve Fox                  | Tekken 4                   |                           |                           |
| Poison               | Final Fight                          | Yoshimitsu                 | Tekken                     |                           |                           |
| Ibuki                | Street Fighter III                   | Raven                      | Tekken 5                   |                           |                           |
| Hugo Andore          | Final Fight                          | Kuma II                    | Tekken 3                   |                           |                           |
| Rolento Schugerg     | Final Fight                          | Heihachi Mishima           | Tekken                     |                           |                           |
| Zangief              | Street Fighter II: The World Warrior | Lili De Rochefort          | Tekken 5                   |                           |                           |
| Rufus                | Street Fighter IV                    | Asuka Kazama               | Tekken 5                   |                           |                           |
| Balrog               | Street Fighter II: The World Warrior | Marshall Law               | Tekken                     |                           |                           |
| Vega                 | Street Fighter II: The World Warrior | Paul Phoenix               | Tekken                     |                           |                           |
| Juri Han             | Street Fighter IV                    | Ling Xiaoyu                | Tekken 3                   |                           |                           |
| M. Bison             | Street Fighter II: The World Warrior | Jin Kazama                 | Tekken 3                   |                           |                           |
| Akuma                | Super Street Fighter II              | Ogre                       | Tekken 3                   |                           |                           |
| Jimmy Blanka         | Street Fighter II: The World Warrior | Lei Wulong                 | Tekken 2                   |                           |                           |
| Cody Travers         | Final Fight                          | Christie Monteiro          | Tekken 4                   |                           |                           |
| Dudley               | Street Fighter III                   | Bryan Fury                 | Tekken 3                   |                           |                           |
| Elena                | Street Fighter III                   | Jack-X                     | Street Fighter x Tekken    |                           |                           |
| Guy                  | Final Fight                          | Lars Alexandersson         | Tekken 6                   |                           |                           |
| Sakura Kasugano      | Street Fighter Alpha 2               | Alisa Bosconovitch         | Tekken 6                   |                           |                           |
| Bad Box Art Mega Man | Mega Man                             | Moku Pac-Man               | Pac-Man                    |                           |                           |

### Parejas / Rivales
| Grupo Street Fighter | Grupo Tekken       |
| -------------------- | ------------------ |
| Ryu & Ken            | Kazuya & Nina      |
| Poison & Hugo        | Hwoarang & Steve   |
| Balrog & Vega        | Raven & Yoshimitsu |
| Rolento & Ibuki      | King II & Marduk   |
| Cammy & Chun-Li      | Asuka & Lili       |
| Abel & Guile         | Heihachi & Kuma II |
| Dhalsim & Sagat      | Paul & Law         |
| Juri & M. Bison      | Xiaoyu & Jin       |
| Zangief & Rufus      | Bob & Julia        |
| Dudley & Elena       | Lei & Christie     |
| Guy & Cody           | Bryan & Jack-X     |
| Sakura & Blanka      | Lars & Alisa       |

- Están emparejados con su socio oficial y al lado sus rivales oficiales. Incluyen también los 12 personajes DLC.

### Personajes no jugables (cameos)
En los escenarios, se pueden ver apariciones de personajes de ambas series:
- Jurassic Era Research Facility: Alex aparece correteando por el segundo sub-escenario.
- The Pitstop 109: E. Honda aparece dibujado en uno de los camiones del escenario.
- Urban War Zone: En el escenario, se puede ver la cabeza de un Servbot (Kobun) gigante (Mega Man Legends).
- The Half Pipe: Los responsables de ambas franquicias, Katsuhiro Harada y Yoshinori Ono, aparecen caracterizados en una valla publicitaria.
- Mishima Estate: Kunimitsu I aparece en los dos niveles de este escenario.
- Mad Gear Hideout: Aparecen Sodom y Haggar (este último cuando termina el combate).
- Blast Furnace: Aparece Ganryu.
- Cosmic Elevator: Se puede ver a Mecha Zangief (una versión cyborg de Zangief que apareció en el videojuego Marvel Super Heroes vs. Street Fighter del año 2000) y a Prototype Jack.
- Antartica: No hay cameos.
- Pandora's Box: No hay cameos.
- Training Stage: No hay cameos.

### Editar Personajes
Street Fighter X Tekken posee un modo para editar los colores de los personajes, así como trajes alternativos que se pueden adquirir vía descarga. Lo atractivo de esta opción es que los trajes alternativos de todos los personajes se basan en otro de la compañía rival, es decir, los trajes alternativos de los personajes de Capcom se basan en los de Namco, y los de Namco en los de Capcom.
Los trajes de cada personaje se basan de la siguiente manera:

#### Tekken
- Kazuya Mishima: basado en Guile con su traje paramilitar. Traje alternativo: su traje alternativo recuerda a su padre, Heihachi Mishima, durante su etapa en Tekken 4.
- Nina Williams: basada en Rolento. Traje alternativo: viste un uniforme de colegiala.
- King II: basado en Alex. Traje alternativo: su traje alternativo parece una versión más oscura y aterradora de sí mismo.
- Marduk: basado en Hugo. Traje alternativo: su traje alternativo recuerda al de un guerrero indio.
- Bob Richards: basado en Ryu. Traje alternativo: su traje alternativo parece una versión estilo superhéroe de sí mismo.
- Julia Chang: basada en Chun-Li. Traje alternativo: viste un atuendo de cazadora estilo Robin Hood, que incluye un arco con flechas.
- Hwoarang: basado en Dee Jay. Traje alternativo: viste un chándal deportivo y tiene un peinado parecido al de Kazuya.
- Steve Fox: basado en Charlie. Traje alternativo: Viste un traje extravagante con añadidos de Sombrerero Loco y los colores de Inglaterra y un enorme reloj de bolsillo como cinturón.
- Yoshimitsu: basado en Bison. Traje alternativo: Parece ser un Yoshimitsu sin su armadura y su máscara que cubre su rostro.
- Raven: basado en Guy. Traje alternativo: viste un traje de ninja cibernético.
- Kuma II: basado en R. Mika. Traje alternativo: su traje alternativo es una versión adorable del propio Kuma II, ya que parece un osito de peluche. Además, el peluche de Kuma II tiene atado en la mano un osito de peluche que recuerda a Panda.
- Heihachi Mishima: basado en Sodom. Traje alternativo: su traje alternativo recuerda al de un vendedor de pescado japonés.
- Lili De Rochefort: basada en Poison. Traje alternativo: su traje alternativo recuerda al de una bruja malvada.
- Asuka Kazama: basada en Ibuki. Traje alternativo: un traje deportivo de color morado y botas negras.
- Paul Phoenix: basado en Rufus. Traje alternativo: viste un atuendo de pirata.
- Marshall Law: basado en El Fuerte. Traje alternativo: su traje alternativo recuerda al del Rey Mono.
- Ling Xiaoyu: basada en Chun-Li en su aparición en Street Fighter Alpha. Traje alternativo: viste de aspecto bizarro, muy colorido y lleno de pequeños ornamentos en forma de bolas.
- Jin Kazama: basado en C. Viper. Traje alternativo: Luce un traje con aspecto de un guerrero japonés.
- Ogre: basado en Gill. Traje alternativo: Su traje alternativo recuerda a True Ogre pero sin sus alas.
- Lei Wulong: basado en Dan Hibiki. Traje alternativo: basado en Megaman Volnutt de la saga de juegos Mega Man Legends.
- Christie Monteiro: basado en las guardaespaldas de Bison Las Dolls. Traje alternativo: Un traje típico común en los desfiles de carnaval en Río de Janeiro.
- Bryan Fury: basado en Urien. Traje alternativo: viste un traje de payaso con cuchillas en las muñecas y un aspecto intimidante característico de Bryan.
- Jack-X: basado en E. Honda. Traje alternativo: su traje alternativo es una versión adorable del propio Jack-X, ya que parece un muñeco de juguete.
- Alisa Bosconovitch: basado en Juri Han. Traje alternativo: Consiste en un traje formal formado por un vestido de color rojo y detalles como sus medias y mangas de color negro.
- Lars Alexandersson: basado en Geki. Traje alternativo: Su traje da a Lars un aspecto más oscuro, viste únicamente un chaleco de color negro al igual que sus pantalones y sus botas, su piel es más pálida y su cabello tiene tonos rojizos. Da la impresión de ser un Lars villano y no un héroe.

#### Street Fighter
- Ryu: basado en Devil Jin. Traje alternativo: Viste un traje de entrenamiento sucio y roto.
- Ken: basado en Lars. Traje alternativo: viste un esmoquin elegante.
- Guile: basado en Jack-X. Traje alternativo: viste un traje típico japonés incluyendo una espada.
- Abel: basado en Armor King II. Traje alternativo: su aspecto recuerda al de Seth, el jefe final de Street Fighter 4.
- Chun-Li: basada en Panda. Traje alternativo: viste un traje de una camarera.
- Cammy: basada en King II. Traje alternativo: su traje parece el de una lolita gótica.
- Sagat: basado en Dragunov. Traje alternativo: viste un bañador tipo tanga azul y un gorro de nadador olímpico.
- Dhalsim: basado en Jinpachi. Traje alternativo: luce un aspecto como de algún tipo de alienígena, de color morado y negro y el personaje carece de pupilas.
- Poison: basada En Gen Diabólico. Traje alternativo: Viste una especia de traje militar.
- Hugo: basado en Ganryu. Traje alternativo: su aspecto recuerda al de un vikingo.
- Rolento: basado en Raven. Traje alternativo: su aspecto recuerda al de un trabajador de servicios sanitarios.
- Ibuki: basada en Yoshimitsu en Tekken 5. Traje alternativo: viste un Kimono.
- Zangief: basado en Kuma II (curiosamente, su aspecto recuerda a Rock de la saga Soulcalibur, tal y como debutó en Soul Blade). Traje alternativo: Viste un traje con aspecto de luchador de Wrestling.
- Rufus: basado en Angel. Traje alternativo: su aspecto recuerda al de un cantante de heavy metal o rock, concretamente recuerda a los cantantes del grupo de rock Kiss.
- Balrog: basado en Steve Fox. Traje alternativo: viste un traje de militar de Shadaloo.
- Vega: basado en Yoshimitsu en Tekken 1. Traje alternativo: viste un traje que recuerda a los disfraces que vestía la alta nobleza florentina, aunque también recuerda a alguno de los trajes alternativos de Voldo (personaje de la saga Soulcalibur).
- Juri: basada en Zafina. Traje alternativo: su aspecto recuerda al de una enfermera, pero con ropajes más ligeros.
- Bison: basado en Bryan Fury. Traje alternativo: su aspecto recuerda al de un Bison zombificado.
- Akuma: basado en Heihachi en su aparición en Tekken 4. Traje alternativo: Luce un traje de Samurái.
- Elena: basado en Julia. Traje alternativo: viste el uniforme de colegiala que se ve usando en los endings de Street Fighter III.
- Dudley: basado en Tiger Jackson, personaje desbloqueable en Tekken 3. Traje alternativo: viste ropas elegantes típicas de un conde, además de tener el bigote más rizado de lo normal y bucles en el pelo.
- Cody: basado en Paul Phoenix. Traje alternativo: viste un traje cuyo aspecto recuerda al de un policía, pero con los grilletes típicos de Cody.
- Guy: basado en Kazuya Mishima. Traje alternativo: viste un traje de ninja distinto al que suele llevar puesto.
- Sakura: basado en el uniforme de Asuka Kazama. Traje alternativo: viste un traje cuyo aspecto recuerda al de una trabajadora de la compañía Capcom.
- Blanka: basado en Hwoarang. Traje alternativo: viste un traje cuyo aspecto recuerda al de un aviador.

Los personajes exclusivos no poseen trajes alternativos.

## Datos Adicionales
- Cuando se estrenó el primer tráiler del juego, donde se mostró a Ryu, Ken, Kazuya y Nina luchando y más tarde otros videos con el resto del elenco, era de suponer que Yoshimitsu, Steve Fox y Dhalsim serían los siguientes personajes en ser estrenados en este juego siendo los nuevos luchadores, sin embargo el más inesperado de todos por los fanes fue Poison, del cual no se sabía absolutamente nada sobre su aparición siendo una gran sorpresa para los fanes.

- Ono declaró que Anna Williams y Dan Hibiki no iban a estar como personajes jugables en el juego, a pesar de que en una encuesta realizada en Japón, Dan era el personaje más votado para aparecer en el juego. Al final no es personaje jugable, haciendo simplemente cameos en el modo entrenamiento para aconsejarnos y en la historia de Sakura y Blanka al igual que en el Ending del mismo, sin olvidar que hizo una breve aparición del primer tráiler del juego cuando peleaba contra Kazuya.

- Al ser un personaje invitado, Cole McGrath no tiene pareja oficial en el juego (a diferencia de Toro y Kuro).

- Debido a complicaciones y problemas con los gráficos y con el Wiimote, el juego no va a ser lanzado para Wii, pero Yoshinori Ono dijo que si Super Street Fighter IV 3D Edition se vendía bien, sacarían el juego para 3DS.

- El personaje más curioso de todos es Poison, ya que además de la gran sorpresa de su regreso, volvió con la gran polémica de que si es hombre o mujer. Ono aclaró que su sexo aún no ha sido definido en el juego, sin embargo se haría una votación en la cual los fanes decidirán su género definitivo. Sin embargo dicha votación no se realizó.

- En otras entrevistas por parte del productor Yoshinori Ono, había llegado a hablar respecto a otros personajes que podían haber salido en el juego, en el caso de la personaje proveniente del Street Fighter Alpha 3, Karin era una de las más solicitadas que estuvieran en el juego, sin embargo el productor dijo que no era posible que estuviera porque el personaje no llega a pertenecer a la compañía porque los derechos de autor pertenecen a un autor del manga quién la llegó a crear y no podían meterla al juego sin pedir una autorización, aunque dijo que podía estar en el futuro juego del Tekken X Street Fighter si Harada se ponía de acuerdo con el autor para incluirla en el juego. Otros personajes como R.Mika, Eagle y Alex eran otros que pedían los fanes, pero de acuerdo con el productor no se había dicho nada sobre ellos, lo mismo con el personaje Q . También se tenía previsto incluir en el juego del lado de Street Fighter a: C. Viper y a Rose, y del lado de TEKKEN a Leo y Zafina, sin embargo fueron reemplazadas por Guy y Cody, del lado de Street Fighter y por Alisa y Lars[cita requerida] por el lado de TEKKEN. En una de las entrevistas del productor del juego, Tomoaki Ayano, había llegado hablar respecto a otros personajes más que podían haber salido en el juego, como el caso del personaje conocido como uno de los clásicos de Street Fighter II E. Honda y por el lado de Tekken Ganryu, muchos de los fanes los llegaron a solicitar que estuvieran, sin embargo dijo que nunca estuvieron en los planes, aunque declaró que podía existir alguna posibilidad de añadirlos en el juego en el futuro.

- Heihachi Mishima es el único personaje en no contraer Pandora ya que al activarlo se vuelve totalmente rojo.

- Es el segundo juego en que Heihachi Mishima habla en inglés, el primero fue en la versión apar PS2 de Soul Calibur 2.

- En otra entrevista se dijo que originalmente, Nathan Drake de la saga Uncharted estaba planeado para ser el personaje invitado en PS3/PSVita, pero los creadores al ver a Cole y sus ataques eléctricos sintieron que encajarían mejor en el juego, del mismo modo Master Chief de Halo y Marcus Phoenix de Gears Of War estarían en la versión de Xbox 360, se desconocen los motivos por los cuales fueron cancelados.

## Páginas externas
- Página web oficial
- Página web oficial  (en inglés)
- Página web oficial  (en japonés)